# 미야기 구장
미야기 구장(일본어: 宮城球場)은 일본 미야기현 센다이시 미야기노구에 있는 야구장이다. 일본 프로 야구 퍼시픽 리그에 소속되어 있는 도호쿠 라쿠텐 골든이글스(이하 라쿠텐 이글스)의 전용 구장이다. 1970년대 초반에는 롯데 오리온스가 준본거지 구장으로 사용한 적도 있다.
정식 명칭은 미야기 현영 미야기 구장이다. 라쿠텐 이글스의 출범과 더불어 일본의 인력 공급 업체인 풀캐스트가 명명권을 획득하여 풀캐스트 스타디움 미야기(Fullcast Staidum Miyagi, 일본어: フルキャストスタジアム宮城)로 불리어 왔으나 2007년 10월 4일에 라쿠텐 이글스의 시즌 마지막 경기를 끝으로 명명권 계약이 해제됐다. 2008년부터 일본제지와 계약을 맺고 클리넥스 스타디움(クリネックススタジアム宮城, Kleenex Stadium Miyagi)으로 불렸다. 2014년 1월 1일부터는 모회사인 라쿠텐이 명명권을 획득함에 따라 라쿠텐 모바일 파크 미야기(楽天モバイルパーク宮城)로 명칭이 바뀌었다.

## 개요
라쿠텐 이글스의 출범과 함께 프로 야구 경기를 개최하는 구장으로서 몇 차례 확장, 개수 공사가 행해졌으며 앞으로도 수 차례에 걸친 확장 공사가 계획되어있다. 그러나 구장 준공 당시 프로 야구 개최를 염두에 두지 않은 까닭에 현재 관중 수용 규모가 일본 시리즈 및 올스타전 개최 요건을 충족시키지 못하고 있으며, 확장 계획에도 불구하고 기본적으로 작은 규모를 극복하기 힘든 한계를 가지고 있기 때문에 차후 라쿠텐 이글스가 일본 시리즈에 진출할 경우 개최 구장 선정을 놓고 논란이 예상되고 있다.
그라운드는 본래 내야 흙, 외야 천연 잔디였으나, 라쿠텐의 창단과 동시에 전면 필드터프 인조잔디로, 2016년부터 다시 천연잔디로 교체하였다. 일본 국내에서는 비교적 북쪽에 위치해 있는 센다이시 소재의 개방형 구장인 까닭에 시즌 개막 및 폐막 무렵에는 관중들이 야구를 관람하기 힘들 정도의 저온 하에서 경기를 강행해야 하며, 지역의 기후 특성상 심야로 갈수록 짙은 안개가 끼어 경기 진행에 지장을 초래하는 문제점이 노출되고 있다. 이 때문에 라쿠텐의 홈구장으로서 새로운 실내형 야구장의 건립이 필요하다는 목소리도 있으나 센다이 시는 막대한 비용과 취약한 시의 재정기반을 이유로 난색을 표시하고 있다. 일본 프로 야구 구단의 홈 구장 중에서 시즌 중 눈을 맞으며 경기를 관람할 수 있는 유일한 구장이다.
구장 근처에 병원이 있어 소음을 유발하는 응원 도구의 구장 반입 및 사용이 금지되어 있다. 따라서, 이 구장에서의 관중들의 응원은 다른 일본의 야구장과는 달리 관악기나 타악기를 사용하지 않고 메가폰을 손으로 두드려서 리듬을 만드는 응원이 주류를 이루고 있다.

## 명명권
| 명칭                              | 일본어 표기                        | 기간                              |
| --------------------------------- | ---------------------------------- | --------------------------------- |
| 풀캐스트 스타디움 미야기          | フルキャストスタジアム宮城         | 2005년 3월 20일 ~ 2007년 10월 4일 |
| 일본제지 클리넥스 스타디움 미야기 | 日本製紙クリネックススタジアム宮城 | 2008년 1월 1일 ~ 2013년 12월 31일 |
| 라쿠텐 Kobo 스타디움 미야기       | 楽天Koboスタジアム宮城             | 2014년 1월 1일 ~ 2016년 12월 31일 |
| Kobo 파크 미야기                  | Koboパーク宮城                     | 2017년 1월 1일 ~ 2019년 12월 31일 |
| 라쿠텐 세이메이 파크 미야기       | 楽天生命パーク宮城                 | 2020년 1월 1일 ~ 2022년 12월 31일 |
| 라쿠텐 모바일 파크 미야기         | 楽天モバイルパーク宮城             | 2023년 1월 1일 ~ 2025년 12월 31일 |

## 사진

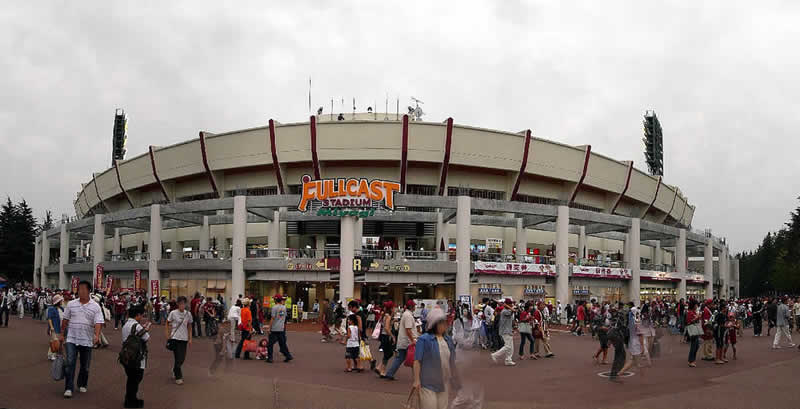
구장의 외관(2005년 3월에 완성한 당시의 풀캐스트 스타디움 미야기)
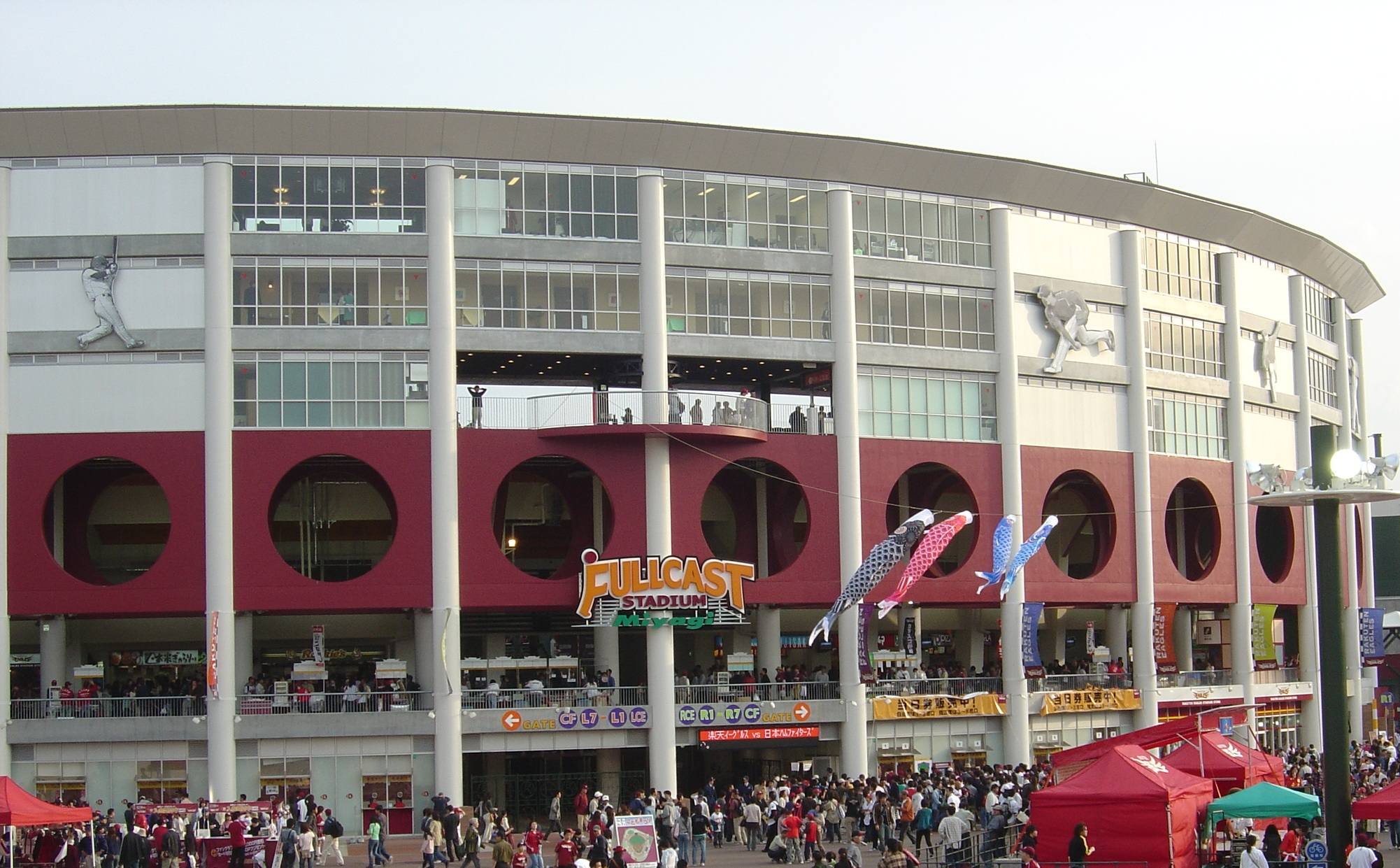
현영 미야기 구장(당시 풀캐스트 스타디움 미야기)의 외관(2006년)
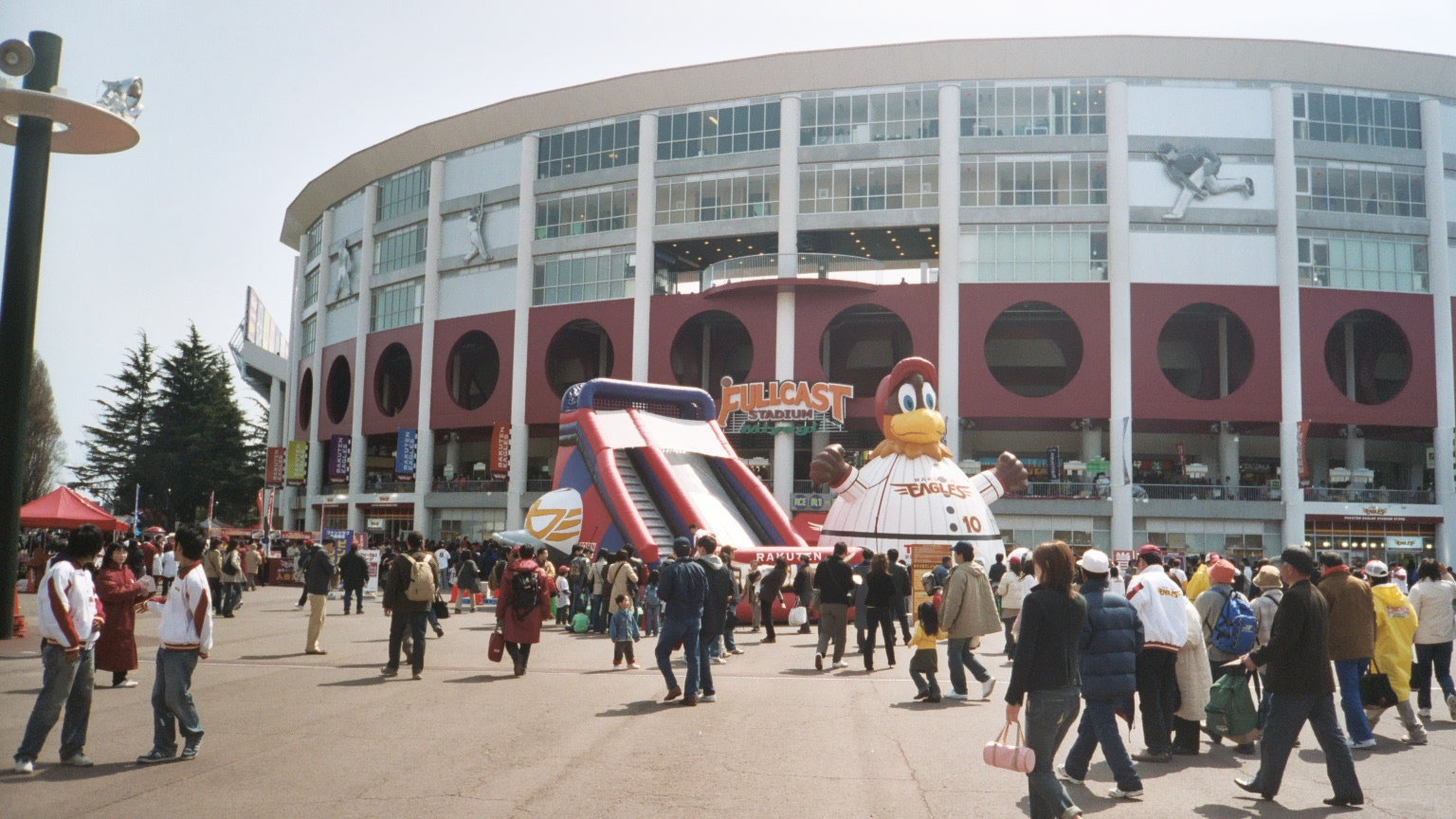
구장의 외관
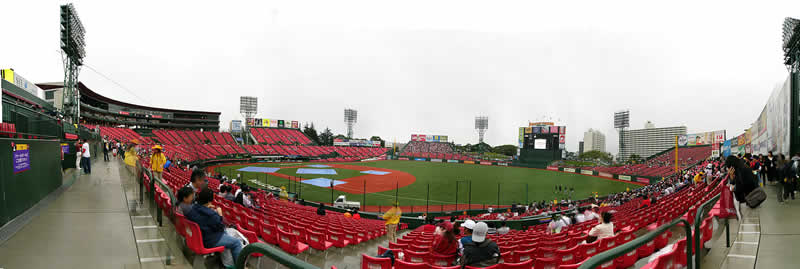
구장의 내부(2006년 9월)
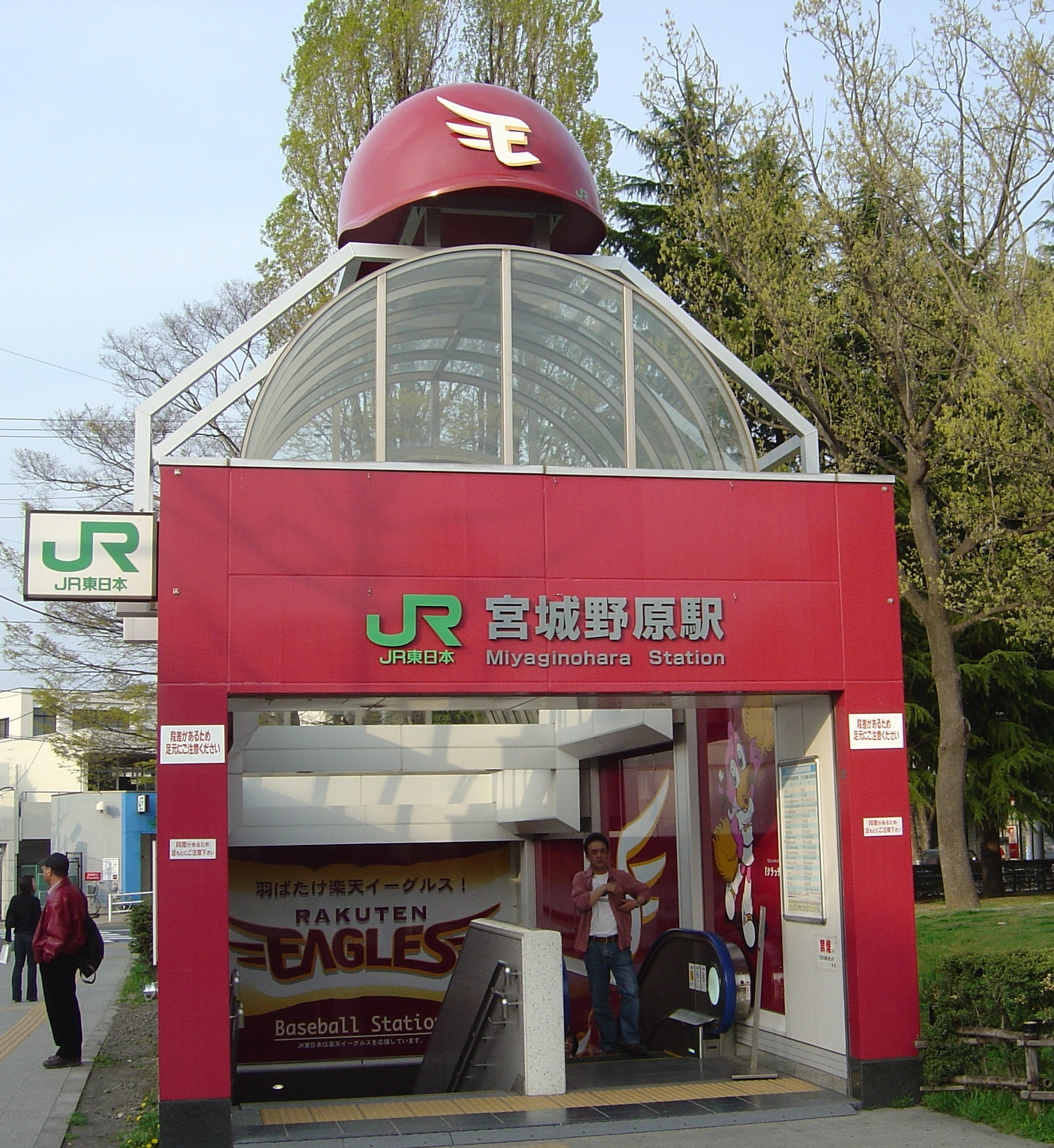
JR센세키센 미야기노하라역 입구
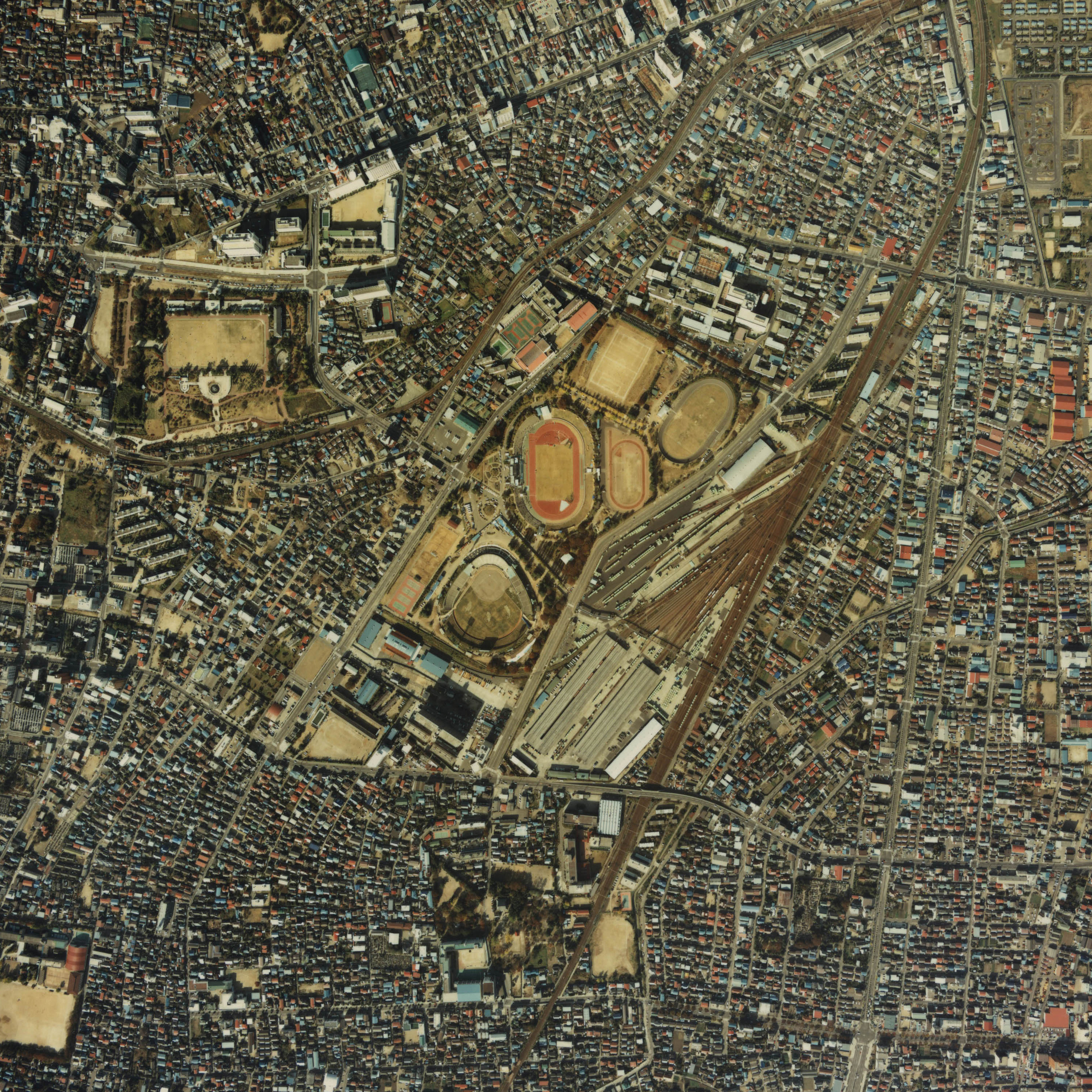
위성에서 본 현영 미야기 구장(1984년 찍음, 일본 국토교통성 제공)